# London's Burning
Pistes de The Clash
Deny
(7) Career Opportunities 
(9)
London's Burning (« Londres brûle ») est une chanson du groupe The Clash, parue dans l'album du même nom en 1977.
Cette chanson est la huitième de l'album, et est devenue un des grands tubes du groupe. Elle fait d'ailleurs partie des chansons sorties sur l'album de compilations live des Clash en 1999 : From Here to Eternity: Live.

## Texte
Cette chanson, datant donc des débuts du groupe, est très critique à l'égard de la ville de Londres. Elle paraît tout d'abord alarmiste par son titre, scandé en début de chanson et pendant les refrains, qui rappelle le film de René Clément sorti en 1966, Paris brûle-t-il ? (Is Paris Burning? en anglais) et par la deuxième ligne de son refrain, qui appelle à carrément appeler le numéro d'urgence 99999 (London's burning dial 99999).
La chanson, assez courte, est très compartimentée :
- Le premier couplet et les refrains fustigent l'ennui qui règne à Londres et la fascination pour la télévision (décrite comme une « nouvelle religion » (…face the new religion)). La conséquence de cette « Tv-mania » est que les rues sont souvent vides, comme il est dit dans le troisième couplet : référence au vent hurlant — une allégorie de la solitude — (The wind howls through the empty blocks looking for a home) et au sentiment d'abandon (I run through the empty stone because i'm all alone).
- Le deuxième couplet prend pour thème les problèmes de trafic et de stationnement : on peut passer un moment à parcourir les rues avant de trouver une place (I'm up and down the westway, in an' out the lights). Ce couplet est très ironique (What a great traffic system - it's so bright, I can't think of a better way to spend the night).
- Le troisième couplet dénonce les problèmes liés aux transports publics, notamment le manque de signalisation à la sortie des métros (Now I'm in the subway and i'm looking for the flat, This one leads to this block this one leads to that).

D'une durée de seulement 2 min 11 s, London's Burning a des allures de pamphlet.
La chanson, très vindicative, est déjà typique du style des Clash : provocateur, critique, acide… et servi par une musique efficace. Les Clash nuanceront un peu leurs attaques plus tard, mais on voit bien dans cette chanson du 1er album que le groupe a l'ambition de faire bouger l'Angleterre, dans la lignée des Sex Pistols, leurs inspirateurs.